# Release notes
Release notes, what’s new, changelog — часть документации программного обеспечения, в которой описываются изменения между выпускаемой и предыдущей версиями этого ПО.
Могут составляться для внешних пользователей, для отдела тестирования, документирования, маркетинга.

## Цель
- сообщить пользователям об исправленных ошибках, расширениях функциональности
- сфокусировать отдел тестирования на проверку исправлений ошибок, корректной работы добавленной функциональности
- подготовить изменения в руководствах пользователя, обучающих материалах, описания миграции на новую версию ПО
- реклама новой версии программного продукта

Замечания к версии ПО обычно составляет руководитель или владелец продукта (product manager, product owner), руководитель проекта (project manager), при необходимости привлекая технических писателей и маркетологов. В небольших организациях или инди-разработке, где нет выделенной роли РП, замечания к версии ПО могут составлять разработчики или тестировщики.

## Содержание и формат
Единого стандарта написания замечаний к версии ПО не существует, у каждой компании есть свои соглашения по формату.
Содержание и форма замечаний могут сильно отличаться даже в одной компании в зависимости от изменений в выпускаемой версии ПО.

### Разделы замечания
- Заголовок — «Замечания к релизу», название продукта, название версии, дата выпуска и т. д.
- Обзорная часть — Резюме изменений в версии
- Цель — Краткое описание цели выпуска версии со списком изменений, исправлений ошибок, добавленной функциональности
- Описание ошибок — список ошибок (для каждой ошибки: в чем ошибка, где и как воспроизводится), описание исправлений этих ошибок
- Перечень требуемых обновлений — для обновления аппаратной и программной части, документации
- Юридическая информация — лицензии, гарантии, отказ от ответственности и т. д.
- Контактная информация

## Формат
Обычно замечания к версии пишутся в текстовом формате, где для изменений перед описанием ставятся соответствующие знаки:
- «+» добавленная функциональность;
- «*» изменения, не влияющие на конечного пользователя;
- «-» исправления ошибок.

##### Пример
Версия 1.X.X
— Отключена возможность полета без явной установки pref.godmode в true (ошибка была только в многопользовательском режиме)
+ Улучшен движок
* Изменена работа поршней